# Fabrizio Mastini
Fabrizio Mastini (Rimini, 8 marzo 1964) è un ex calciatore italiano, di ruolo centrocampista.

## Carriera
Ha iniziato la carriera nel Cesena, con cui ha giocato 5 partite nella Serie A 1982-1983.
Fino al 1988 cambia squadra ogni anno, giocando fra Serie C1 e Serie C2.
Dal 1988 al 1994 gioca nella Fidelis Andria, con cui ottiene una doppia promozione (prima dalla Serie C2 alla Serie C1 e poi dalla Serie C1 alla Serie B) e di cui è stato anche il capitano.
Chiude la carriera nel Rimini, giocandoci dal 1994 al 1997.

## Palmarès

### Club

#### Competizioni nazionali
- Serie C2: 2

Nocerina: 1985-1986
Fidelis Andria: 1988-1989

#### Competizioni internazionali
- Coppa Anglo-Italiana: 1

Francavilla: 1984